# Папуа Нова Гвінея на Олімпійських іграх
Папуа Нова Гвінея беруть участь у Олімпійських іграх з 1976 року у Монреалі. Папуа Нова Гвінея бойкотувала літні Олімпійські ігри у Москві. Після Московських ігор країна брала участь у всіх літніх Олімпіадах.
Всього на Олімпійських іграх країну представляли 53 чоловіки і 19 жінок, які брали участь у змаганнях з боксу, легкої атлетики, вітрильного спорту, плавання, стрільби, тхеквондо та важкої атлетики. Найбільша делегація представляла країну на Олімпійських іграх 1992 року (13 осіб).
У зимових Олімпійських іграх країна не брала участь. Спортсмени Папуа Нової Гвінеї ніколи не завойовували олімпійських медалей. Найвищий результат на Іграх серед спортсменів цієї країни показала Діка Туа, що зайняла шосте місце у жіночих змаганнях з важкої атлетики у 2004 році у ваговій категорії до 53 кілограм.
Олімпійський комітет Папуа Нової Гвінеї було створено у 1973 році, визнано МОК у 1974 році.

## Кількість учасників на літніх Олімпійських іграх
| Вид спорту         | 1976 | 1984  | 1988   | 1992   | 1996 | 2000  | 2004  | 2008  | 2012  | 2016  | Всього  |
| ------------------ | ---- | ----- | ------ | ------ | ---- | ----- | ----- | ----- | ----- | ----- | ------- |
| Бокс               | 2    |       | 2      | 5      | 4    |       |       | 1     |       | 1     | 15      |
| Важка атлетика     |      |       | 2      | 1      | 1    | 1 (1) | 1 (1) | 1 (1) | 2 (1) | 1     | 10 (4)  |
| Вітрильний спорт   |      |       | 1      | 1      |      |       |       |       |       |       | 2       |
| Дзюдо              |      |       |        |        |      |       |       |       | 1     | 1     | 2       |
| Легка атлетика     | 3    | 5 (3) | 6 (2)  | 6 (1)  | 6    | 2 (1) | 2 (1) | 2 (1) | 2 (1) | 1 (1) | 35 (11) |
| Плавання           |      |       |        |        |      | 2 (1) | 1     | 2 (1) | 2 (1) | 1     | 8 (3)   |
| Стрільба           | 1    | 2     |        |        |      |       |       |       |       |       | 3       |
| Тхеквондо          |      |       |        |        |      |       |       | 1 (1) | 1 (1) | 1 (1) | 3 (3)   |
| Всього спортсменів | 6    | 7 (3) | 11 (2) | 13 (1) | 11   | 5 (3) | 4 (2) | 7 (4) | 8 (4) | 6 (2) | 78 (21) |

- У дужках наведено кількість жінок у складі збірної